# Son Miserables
Son Miserables nace en 1991, siendo uno de los grupos de rock panameño más emblemáticos de la década de 1990, con la característica principal del uso de instrumentos acústicos. Su estilo de música se podría definir como Pop y Rock en español, fácil de escuchar. Las influencias de la banda son muy variadas y abarcan desde  James Taylor hasta Rubén Blades, pasando por Los Beatles, Silvio Rodríguez y Toad the Wet Sprocket.

## Historia de Son Miserables

### Formación y primeros años (1991-1996)
Se presentaron por primera vez 10 en una noche de talentos del Club Unión. El primer proyecto serio de la banda fue filmar un Vídeo Musical en 35mm para la canción “No te miento”, con la intención de participar en el concurso de Videos Maxell 1992, en la Ciudad de Panamá.  En dicho concurso obtuvieron el tercer lugar en la puntuación general y se ganaron 4 de las 6 categorías bajo las cuales fueron juzgados los videos.

### Primeros álbumes (1996 - 1999)
Para inicios de 1996 la agrupación acuerda grabar con la en ese entonces nueva casa disquera KIWI Records de Panamá, para grabar el primer disco compacto de la banda. El producto final salió al mercado Panameño el 1 de noviembre de 1996, manteniéndose por muchos meses entre los favoritos y en 1997 es el disco más vendido en Panamá para la categoría de Rock y Pop en español, superando a agrupaciones internacionales como Maná y Soda Stereo.
Han compartido escenario en varias ocasiones con Rubén Blades en Panamá, Puerto Rico, Costa Rica, Venezuela y Miami formando parte del show de La Rosa de los Vientos. De esta relación Blades/Miserables, se grabó el tema "No te miento" (Son Miserables) a dúo con Blades para ser incluido en el álbum RED, HOT & LATIN que recauda fondos para la lucha contra el sida y que fue editado para toda Latinoamérica y Estados Unidos.
A su vez Rubén Blades incluyó tres temas de Son Miserables en su producción La Rosa de los Vientos, estos temas son: "Ganas de verte", Tu mejor amiga" y "Alma de tu flor". Además el grupo participó del proceso de creación del material y grabó los coros y otros temas del mencionado álbum que posteriormente se hizo acreedor del premio Grammy en 1997 en la 39.ª entrega de los Premios Grammy como mejor álbum latino tropical tradicional.
El segundo CD (el álbum negro), lanzado oficialmente en el mes de mayo de 1999 consta de 13 nuevas canciones que continúan el estilo narrativo y sencillo del primer disco, pero con un toque de producción más fuerte teniendo como invitado especial la participación en los coros de Rubén Blades. En este álbum trabajaron con John Karpowich, quien ha trabajado con artistas como Santana, Ricky Martin, Ricardo Arjona, Seal y Yes.
De este álbum se promocionaron en Panamá las canciones “La Solución”, “Sólo las estrellas bastarán”, “Si Pudiera” y “Marchita la Flor”, para este último tema que fue utilizado como apoyo de la Fundación para la Promoción de la Mujer, se filmó un videoclip en cine, que fue enviado a MTV Latino y MTV US donde ocupó el cuarto lugar de la lista de los diez más populares en la semana del 26 de mayo al 1.º de junio de 2000. 
En octubre de 2000 Son Miserables realiza una serie de conciertos en un pequeño teatro en el casco viejo de la Ciudad de Panamá, de allí sale Vivo el tercer Cd de la banda, que resume todos los éxitos de sus discos anteriores e incluye tres temas nuevos:  Mírame, Desde la oscuridad y un cover de Buscando Guayaba.

### Último álbum y disolución
En agosto de 2001 la banda celebró 10 Años de existencia, por lo cual lanzaron al mercado un paquete multimedia que incluye 1 VHS, el sencillo “La última oportunidad” y un CD rom de fotografías.
Al finalizar el año 2001 “Vivo” se consagra como el disco más vendido en la República de Panamá y Mírame como una de las canciones top cinco del año.
En el 2002 Son Miserables decide ampliar sus fronteras  y contratan los servicios de un mánager en Miami, Florida y  entra nuevamente al estudio a grabar su cuarta producción, “Vida Nueva”,  manteniendo su mismo estilo y a la vez proyectando los cambios de vida que han tenido de sus miembros a través de diez años como grupo. El viernes 25 de octubre es lanzado el disco al mercado siendo su tercer álbum de estudio.
En febrero de este año (2003) se presentan en Miami Beach y gracias a esta presentación se desencadenan una serie de éxitos para la banda. 
En abril firman un contrato discográfico con FM Discos y Cintas en Colombia y Ecuador y en mayo HTV les incluye en su programación el video del sencillo “Mujer de Piedra”.
Por otro lado, la banda participa como teloneros en varios de los conciertos más grandes que se han realizado en Panamá, tales como Soda Stereo de Argentina, Vocal Sampling de Cuba, Ricardo Arjona de Guatemala, Cristina Aguilera y el famoso pianista de Jazz panameño Danilo Pérez, conquistando así a un público de diversas edades y gustos musicales exigentes.
En noviembre de 2003 la banda anuncia oficialmente su disolución.  Sin embargo con el pasar de los años a partir del 2015 a la fecha, tratan de reunirse al menos una vez al año para celebrar su música y su amistad, llevando a cabo al menos un concierto cada año.

### Reencuentros (2009 - actualidad)
El 31 de marzo de 2009 en el Teatro Nacional, durante el concierto “Canciones y Cultivos” de Horacio Valdés se presentó con todos los integrantes de la banda.
En 2010 en un concierto único llevado a cabo el 1 de febrero en el Teatro Anayansi del Centro de Convenciones ATLAPA la banda vuelve a reecontrarse.
Posteriormente, los integrantes de la banda nacional Son Miserables regresan a los escenarios para 2014 con dos conciertos en el teatro Amador el 15 y 16 de octubre, para los cuales se vendieron las entradas en su totalidad. Su anterior encuentro fue en 2012 para recaudar fondos para los tratamientos de Peluca (Ricardo Isaza), querido músico panameño.
En 2016 la banda se presentó en la Ciudad de David, Provincia de Chiriquí y posteriormente en Ciudad de Panamá el 28 de septiembre de 2018, siendo su última presentación en vivo.
El 10 de octubre de 2020 la banda realizó una presentación virtual con su formación original integrada por Horacio Valdés, David Bianco, Lionel Alemán, Ibón Gamecho y Javier Antelo.

## Miembros (Período de actividad)
- Horacio Valdés † : voz principal y guitarra rítmica  (1991 - 2021)
- Lionel "Nano" Alemán: batería y percusiones (1991 - presente)
- Ibón Gamecho: guitarra rítmica y voces (1991 - presente)
- David Bianco: bajo y voces (1991 - presente)
- Javier Antelo: guitarra principal, acústica y eléctrica (1991 - presente)
- Ricky Ramírez: piano, teclado y secuencias (2000 - 2019)

## Discografía

### Álbumes de estudio

#### Primer Álbum de estudio
- 1996: Son Miserables

| N.º | Título               | Escritor(es)                                                                     | Duración |  |
| 1.  | «Soñando despierto»  | Horacio Valdés                                                                   | 4:30     |  |
| 2.  | «Ganas de verte»     | Horacio Valdés y Javier Antelo                                                   | 3:20     |  |
| 3.  | «Cenizas y una Cruz» | David Bianco                                                                     | 3:40     |  |
| 4.  | «Grande»             | Horacio Valdés                                                                   | 4:20     |  |
| 5.  | «Miguel»             | Horacio Valdés                                                                   | 4:29     |  |
| 6.  | «Adorado tormento»   | David Bianco                                                                     | 3:18     |  |
| 7.  | «Alma de tu flor»    | David Bianco y Javier Antelo                                                     | 4:09     |  |
| 8.  | «Quién soy»          | Ibón Gamecho                                                                     | 2:47     |  |
| 9.  | «Tu mejor amiga»     | Horacio Valdés                                                                   | 4:28     |  |
| 10. | «Madagascar»         | David Bianco                                                                     | 3:48     |  |
| 11. | «Stella»             | Javier Antelo                                                                    | 1:52     |  |
| 12. | «No te miento»       | Horacio Valdés, David Bianco, Lionel ¨Nano¨ Alemán, Ibon Gamecho y Javier Antelo | 4:23     |  |
| 13. | «BT»                 | Lionel ¨Nano¨ Alemán                                                             | 0:18     |  |

#### Segundo Álbum de estudio
- 1999: Son Miserables - El Disco Negro

| N.º | Título                        | Escritor(es)                  | Duración |  |
| 1.  | «Marchita la flor»            | Horacio Valdés                | 4:10     |  |
| 2.  | «Souvenir»                    | Horacio Valdés                | 4:27     |  |
| 3.  | «Mi ciudad»                   | Horacio Valdés                | 3:43     |  |
| 4.  | «Trágico desliz»              | Horacio Valdés                | 4:41     |  |
| 5.  | «No entra luz»                | David Bianco                  | 4:29     |  |
| 6.  | «La solución»                 | Horacio Valdés                | 3:46     |  |
| 7.  | «Si pudiera»                  | Horacio Valdés y David Bianco | 4:43     |  |
| 8.  | «Suficientemente bella»       | Horacio Valdés                | 4:06     |  |
| 9.  | «Palabras de amor»            | David Bianco                  | 2:42     |  |
| 10. | «Solo las estrellas bastaran» | Horacio Valdés                | 4:08     |  |
| 11. | «Tiempo de vivir»             | Ibon Gamecho                  | 5:03     |  |
| 12. | «Oro y Cristal»               | David Bianco                  | 2:43     |  |
| 13. | «Mejores Parajes»             | Horacio Valdés                | 3:26     |  |

#### Tercer Álbum de estudio
- 2002: Vida Nueva

| N.º | Título                  | Escritor(es)   | Duración |  |
| 1.  | «Vida nueva»            | Horacio Valdés | 3:38     |  |
| 2.  | «Sigo Aquí»             | Horacio Valdés | 4:17     |  |
| 3.  | «Ángel»                 | Horacio Valdés | 4:07     |  |
| 4.  | «Canción de cuna»       | Horacio Valdés | 4:17     |  |
| 5.  | «Mujer de piedra»       | Ricky Ramírez  | 3:38     |  |
| 6.  | «En la tormenta»        | Ricky Ramírez  | 3:32     |  |
| 7.  | «Siempre estoy contigo» | Horacio Valdés | 4:14     |  |
| 8.  | «Ven»                   | David Bianco   | 3:24     |  |
| 9.  | «Hasta la luna»         | Horacio Valdés | 4:15     |  |
| 10. | «Sin pensar»            | David Bianco   | 4:29     |  |

### Recopilatorios
- 2000: Vivo

| N.º | Título                                  | Escritor(es)                   | Duración |  |
| 1.  | «Intro (En vivo)»                       | Horacio Valdés                 | 0:52     |  |
| 2.  | «Solo las estrellas bastarán (En vivo)» | Horacio Valdés                 | 4:42     |  |
| 3.  | «Tu mejor amiga (En vivo)»              | Horacio Valdés                 | 5:23     |  |
| 4.  | «Madagascar (En vivo)»                  | David Bianco                   | 3:49     |  |
| 5.  | «La solución (En vivo)»                 | Horacio Valdés                 | 5:03     |  |
| 6.  | «Si pudiera (En vivo)»                  | Horacio Valdés y David Bianco  | 5:18     |  |
| 7.  | «Buscando guayaba (En vivo)»            | Rubén Blades                   | 5:27     |  |
| 8.  | «Mírame (En vivo)»                      | Horacio Valdés                 | 5:00     |  |
| 9.  | «Desde la oscuridad (En vivo)»          | Horacio Valdés                 | 4:43     |  |
| 10. | «Trágico desliz (En vivo)»              | Horacio Valdés                 | 5:14     |  |
| 11. | «Marchita la flor (En vivo)»            | Horacio Valdés                 | 4:50     |  |
| 12. | «Miguel (En vivo)»                      | Horacio Valdés                 | 4:59     |  |
| 13. | «Ganas de verte (En vivo)»              | Horacio Valdés y Javier Antelo | 5:36     |  |

### Sencillos
- 2001: La Ultima Oportunidad